# Tran Duc Thao
Trần Đức Thảo (Từ Sơn, Bắc Ninh, 26 de setembro de 1917 – Paris, 24 de abril de 1993) foi um filósofo vietnamita. Em seus trabalhos, escritos inicialmente em francês, procurava unir a fenomenologia à filosofia marxista.  Sua obra teve alguma circulação na França nos anos 1950 e 1960, tendo sido elogiada por Jacques Derrida, Jean-François Lyotard e Louis Althusser.

## Obra

### Livros publicados
(em francês)
- Phénoménologie et matérialisme dialectique, Minh-Tan, Paris, 1951.
- Recherches sur l'origine du langage et de la conscience, Éditions Sociales, Paris, 1973 (publicado em português como Estudos sobre a origem da consciência e da linguagem)

### Artigos
(em francês)
- « Marxisme et phénoménologie », artigo publicado na Revue internationale, n° 2, fev. 1946, pp. 168-174.
- « Sur l'Indochine », in Les Temps modernes,  n°5, fev. 1946, Paris, pp. 878-900.
- « Les relations franco-vietnamiennes » in Les Temps modernes, n°18 , mar. 1947
- « Sur l’interprétation trotskiste des événements du  Viêt-Nam », Les Temps modernes,  n° 21, jun. 1947, Paris,pp. 1697-1705 (crítica de um artigo de Claude Lefort).
- « La Phénoménologie de l'esprit et son contenu réel », in  Les Temps modernes,  n° 36, set. 1948, Paris, pp. 492-519. Artigo sobre o livro de Alexandre Kojève,  Introduction à la lecture de Hegel.
- « Existentialisme et matérialisme dialectique», publicado na Revue de Métaphysique et de Morale,  vol. 58,  n° 2-3, 1949, pp. 317-329.
- « Les origines de la réduction phénoménologique chez Husserl », in Deucalion, 1950

Au Vietnam (1952-1991)
- « Le noyau rationnel » dans la dialectique  hégélienne, in La Pensée, fev. 1965
- « De la phénoménologie à la dialectique matérialiste de la conscience », in La Nouvelle Critique
- « Le mouvement de l'indication comme constitution de la certitude sensible », in La Pensée
- « La dialectique logique dans la genèse du Capital », in La Pensée
- Le « langage de la vie réelle » n'est-il que celui de la production?, entrevista de Tran Duc Thao por Arnaud Spire para o jornal L'Humanité, 28 de maio de 1991
- « La logique du présent vivant », in Les Temps Modernes, 1993.